# Garelli Queenie
Der Garelli Queenie 50 ist ein Motorroller des italienischen Herstellers Garelli, der von 1994 bis 1997 produziert wurde. Er wurde als sportlicher 50-cm³-Roller konzipiert und richtet sich insbesondere an junge Fahrer und den urbanen Pendlerverkehr. Der Roller wurde in Italien und China gefertigt und über das europäische Vertriebsnetz von Garelli angeboten.

## Technische Daten
| Merkmal        | Garelli Queenie 50 (1994–1997)         |
| -------------- | -------------------------------------- |
| Motortyp       | Einzylinder-Zweitaktmotor, luftgekühlt |
| Hubraum        | 49,5 cm³                               |
| Leistung       | 2,9 PS (2,1 kW) bei 7000/min           |
| Drehmoment     | 3,0 Nm bei 5000/min                    |
| Getriebe       | Stufenlos                              |
| Antrieb        | Riemenantrieb                          |
| Kühlung        | Luftkühlung                            |
| Starter        | elektrisch oder Kickstarter            |
| Bremsen vorne  | Scheibenbremse Ø 190 mm                |
| Bremsen hinten | Trommelbremse Ø 110 mm                 |
| Reifen vorne   | 120/70–12                              |
| Reifen hinten  | 130/70–12                              |
| Radstand       | 1270 mm                                |
| Länge          | 1800 mm                                |
| Breite         | 680 mm                                 |
| Höhe           | 1100 mm                                |
| Sitzhöhe       | 780 mm                                 |
| Leergewicht    | 85 kg                                  |
| Tankinhalt     | 6,0 Liter                              |
| Ölmenge        | 0,9 Liter                              |